# Bottineau
Bottineau är administrativ huvudort i Bottineau County i North Dakota. Orten har fått sitt namn efter pionjären Pierre Bottineau. Enligt 2020 års folkräkning hade Bottineau 2 194 invånare.